# بالامبيكا
بالامبيكا (بالإنجليزية: Balambika)‏، (المعروف أيضًا باسم "بالا")، هي إلهة الديانة الهندوسية، وعادة ما توجد في جنوب الهند. اسمها يعني "إلهة المعرفة"، أو "الإلهة الطفلة". تصور وهي تحمل كتابًا مقدسًا و جابامالا. تُعتبر بالامبيكا طفلًا وتتصرف وفقًا لذلك، ولكن يُقال إنها تجلب المعرفة الحقيقية والتعليم والحكمة والقوة والازدهار من أجل حياة أفضل.